# 레스터 광장

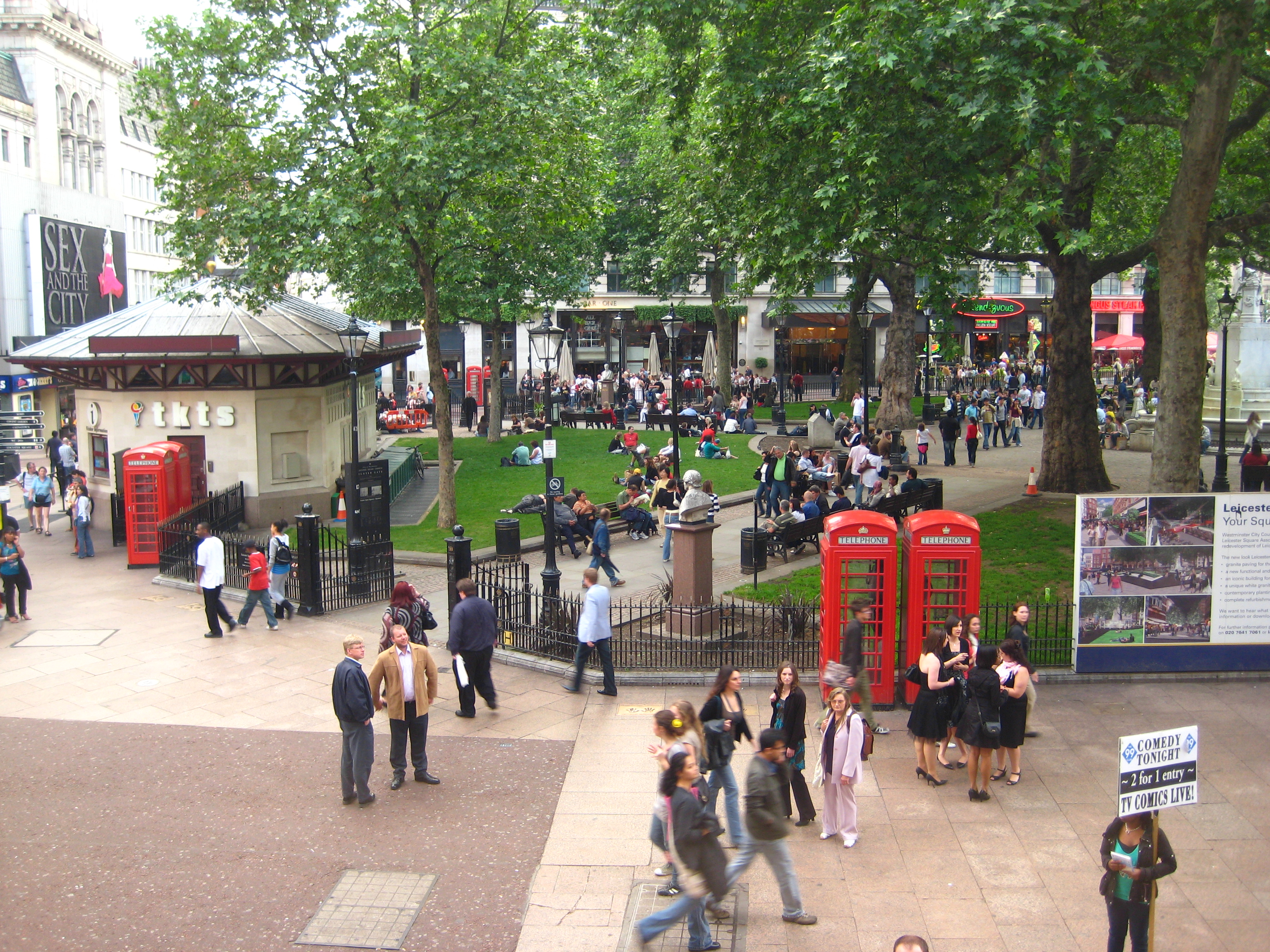
레스터 광장

레스터 광장(영어: Leicester Square)은 런던 중심부 웨스트엔드에 있는 광장이다. 광장 주변에는 극장, 영화관, 레스토랑, 나이트 클럽 등 오락 시설 및 라디오 방송국과 MTV 스튜디오 등 미디어 기업이 모여 있다. 런던 지하철이 지나며, 가장 가까운 역은 레스터광장 역이다.

## 개요
레스터 광장은 런던의 중심이라고도 할 수 있는 장소 중 하나이다. 이 광장의 남쪽에 트라팔가 광장, 서쪽에 피카딜리 서커스, 동쪽으로 코벤트 가든, 북쪽으로 캠브리지 서커스가 광장에서 각각 약 350m 이내 거리에 있다. 또한 광장의 바로 서쪽은 채링크로스로 광장과 캠브리지 서커스 사이에 유럽 최대의 차이나타운인 런던 차이나타운이 있다.
이 광장은 보행자 전용이며, 일년 내내 사람들의 왕래가 잦지만, 크리스마스 시즌에 이동 유원지가 설치 될 때 또는 섣달 그믐 날, 그리고 차이나타운이 가장 활기찬 춘절에는 더 붐비게 된다.
광장의 중앙에는 작은 공원이있다. 이 공원에는 이곳에 인연이 있는 유명한 영국인의 동상이 세워져 있다. 공원의 중앙 셰익스피어 공원의 모서리에는 이 광장 주변에 살았던 아이작 뉴턴(과학자), 조슈아 레이놀즈(화가), 존 헌터(외과의), 윌리엄 호가스 (화가)의 동상이 있다. 또한 1981년에 찰리 채플린의 동상도 추가되었다. 공원에는 대영 제국의 식민지까지의 거리를 나타내는 기념물도 설치되어 있다.
광장 주변에는 영국 최대 규모의 좌석 수 (약 2,000석)을 갖춘 영화관이 여러 개 있다. 그 중에서도 유명한 것은 오데온 시네마스로 해리 포터 등의 영화가 여기에서 개봉된다.
주변에는 많은 극장이 있고 많인 뮤지컬도 공연되고 있다. 공원 앞에 티켓 판매점도 있다.

## 역사
레스터 광장이라는 명칭은 17세기의 프랑스 주재 영국대사였던 로버트 시드니 레스터 백작으로부터 유래한다. 17세기 전반까지 이곳은 세인트 마틴 인더 필즈 교회의 부지였다. 1630년 이곳을 매입한 제2대 레스터 백작 로버트 시드니의 이름을 따서, 이듬해 1631년 ‘레스터 하우스’(Leicester House)를 세웠다. 그런데 원래 공공부지였던 장소를 해자와 벽으로 덮어 버렸기 때문에, 곤란한 교회 관계자가 국왕 찰스 1세에게 호소를 했다. 국왕은 심의 결과 저택은 그대로 출입하게 하고, 자유 부지로 되돌리도록 지시했다. 이후 17세기와 18세기의 대부분, 프레드릭 루이스 영국 황태자 등 그때 그때의 레스터 하우스의 소유자와 함께 이곳은 고귀한 장소로 여겨지고 있었다.
18세기 후반 산업 혁명의 발흥과 영국의 급속한 발전과 함께 이곳은 고귀한 장소에서 유흥을 즐기는 장소로 변모해 간다. ‘레스터 하우스’도 1792년에 파괴되었다. 그 후, 1848년, 투크 대 목스해이(Tulk v. Moxhay) 재판에서 레스터 광장은 주목을 받는다. 재판은 과거에 ‘건물을 짓고 않는 것’을 조건으로 판매된 토지가 전매된 경우에도 과거 구매자의 구매 조건은 유지되어야 할 것인가라는 내용의 재판이었다. 그 땅이 현재의 레스터 광장이었던 것이다. 코턴햄 백작이 내린 판결은 구매자가 조건부로 구매를 했으면, 이전 구매자의 약속에 속박된다는 것이었다. 이 같은 논란에 휘말린 광장은 1874년, 알버트 그란트(Albert Grant)(1830-1899)가 광장의 토지를 매입하고, 광장을 정비한 후 메트로폴리탄 공공사업 위원회(Metropolitan Board of Works)에 기부했다. 이후 레스터 광장은 공식적으로 공공 부지가 되었고, 유흥오락 산업은 20세기 동안 집적되면서 21세기에 이르고 있다.

## 갤러리

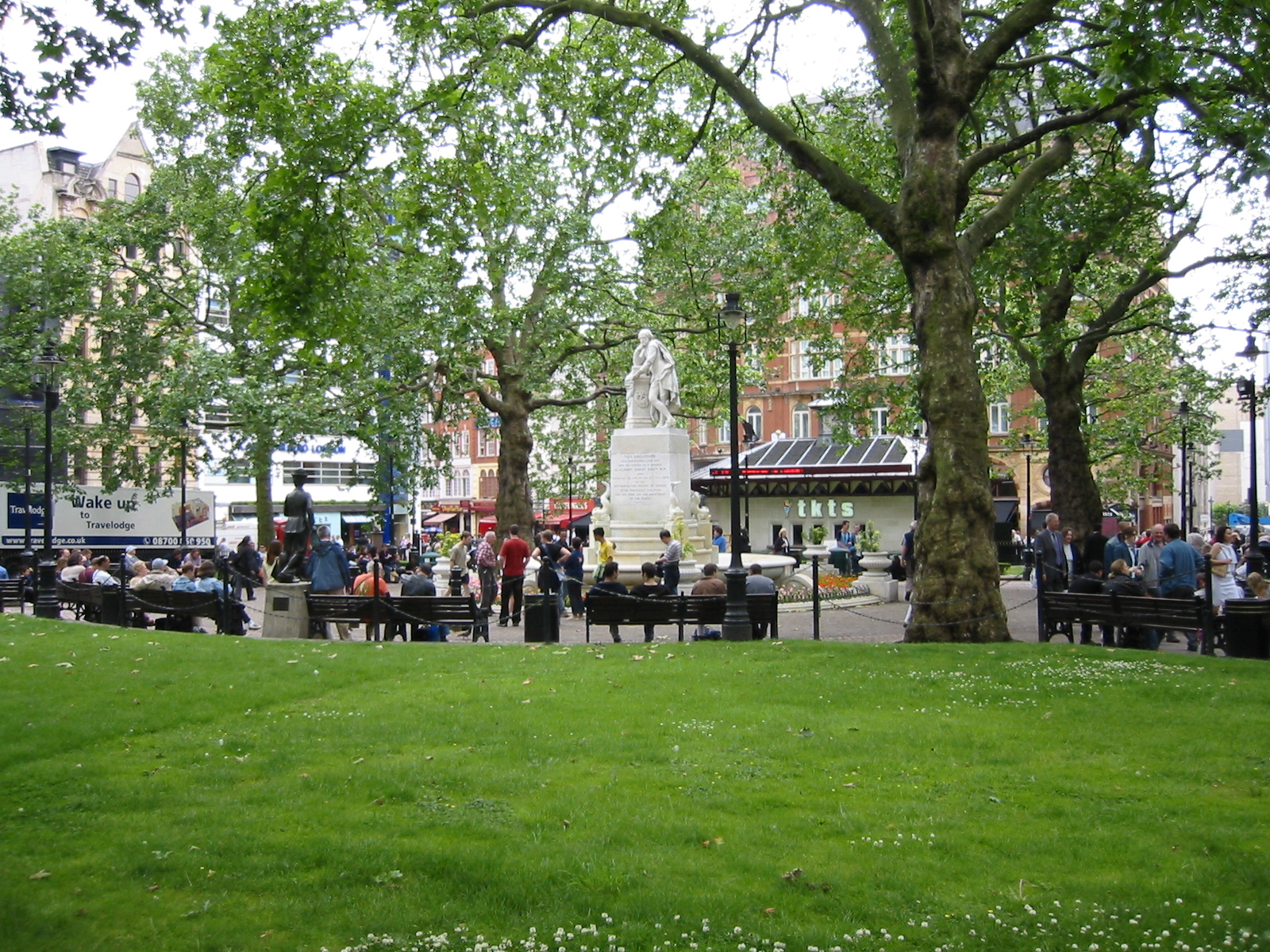
광장 중심에 있는 공원
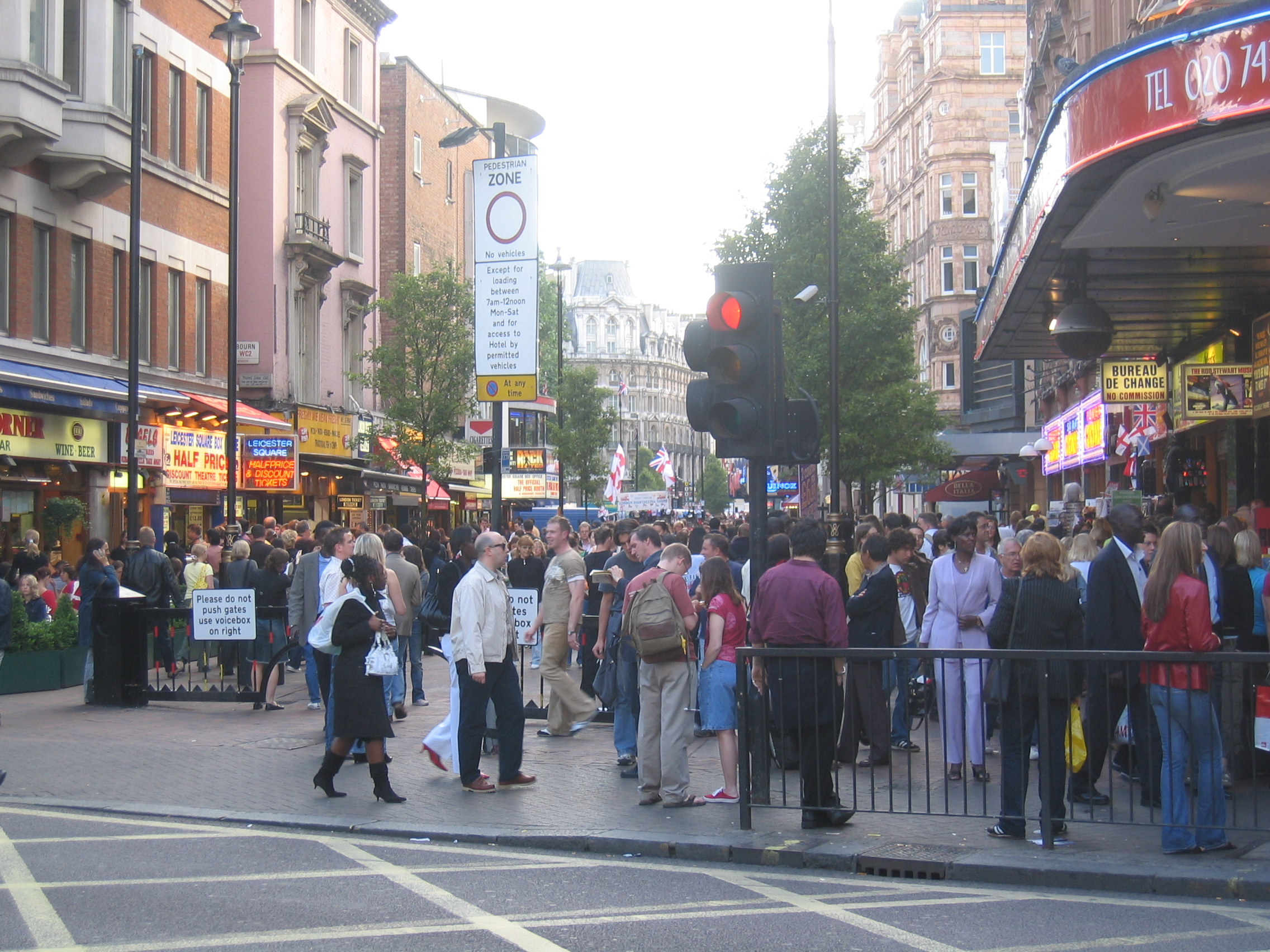
금요일의 레스터 광장
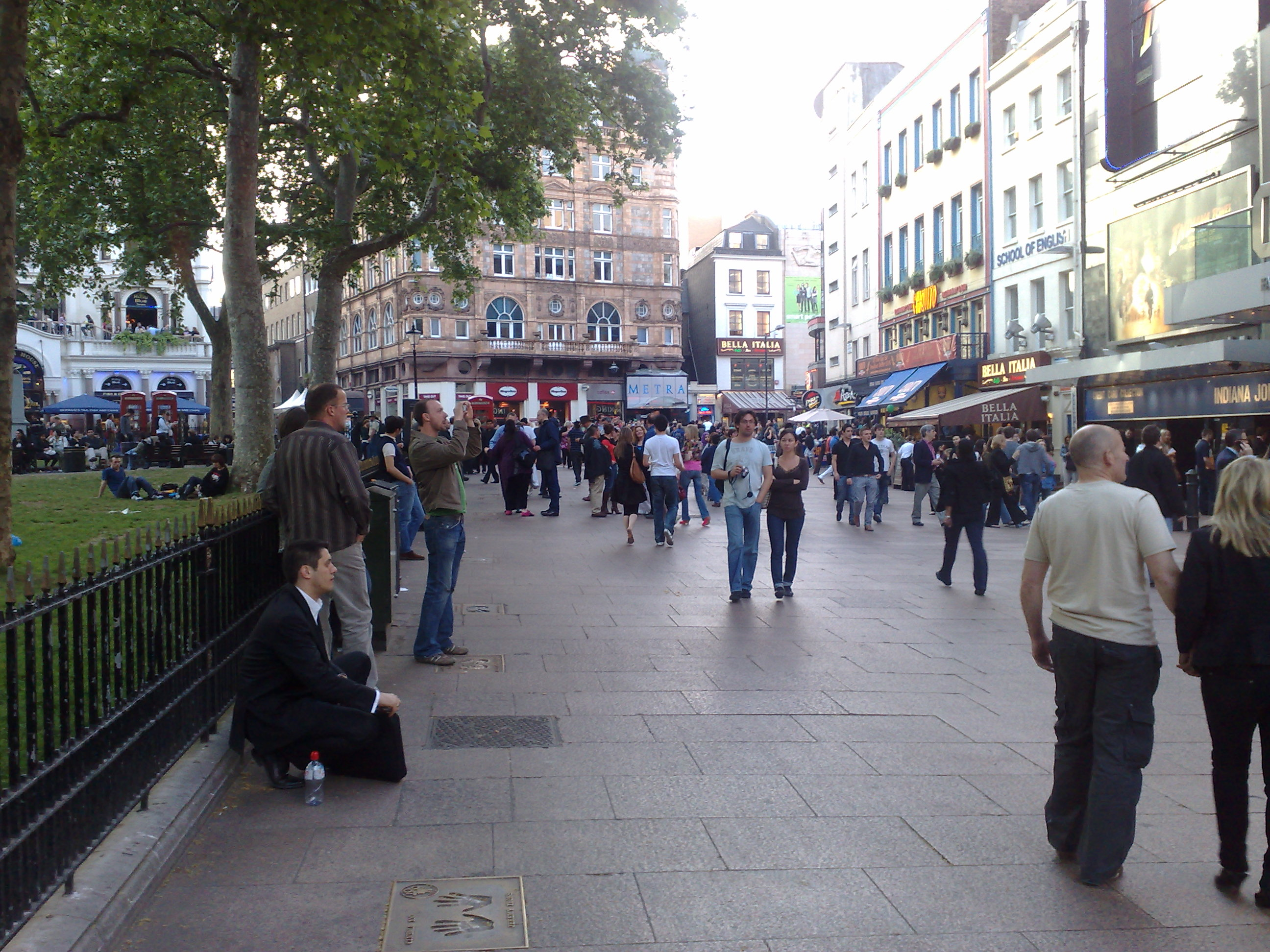
오데온 시네마스 앞
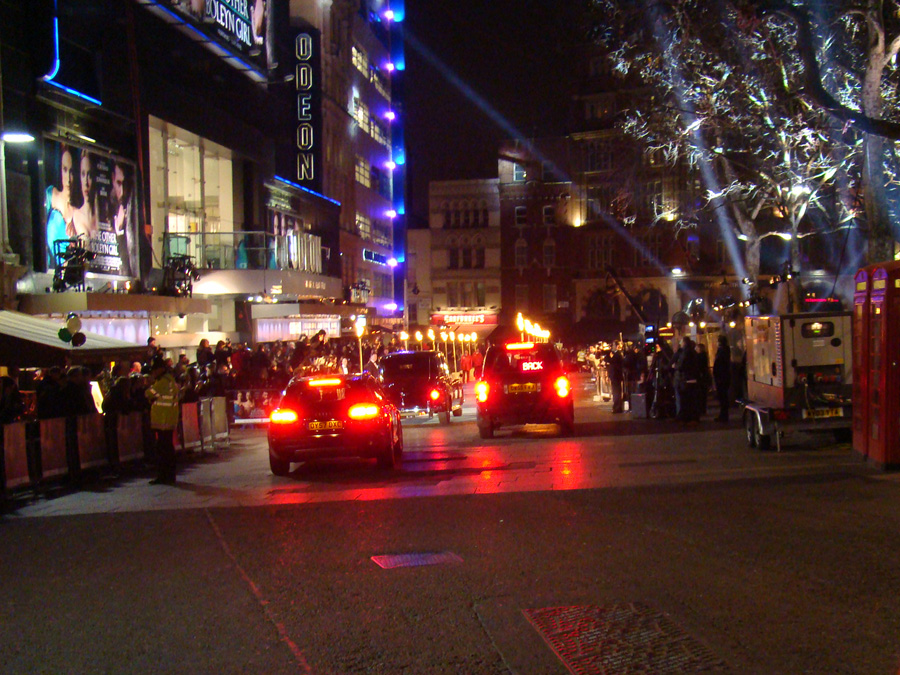
프리미어즈 공연
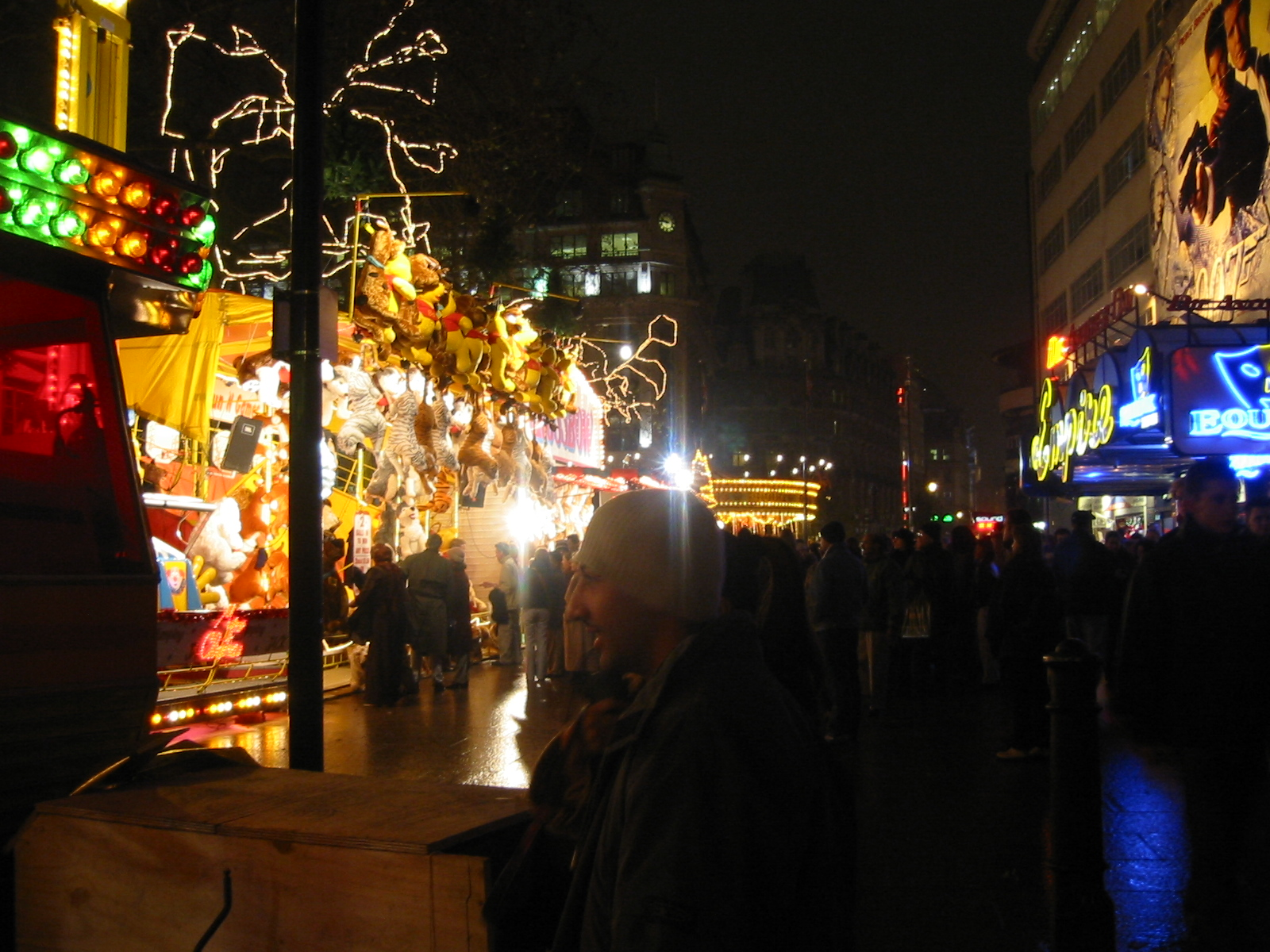
이동 유원지
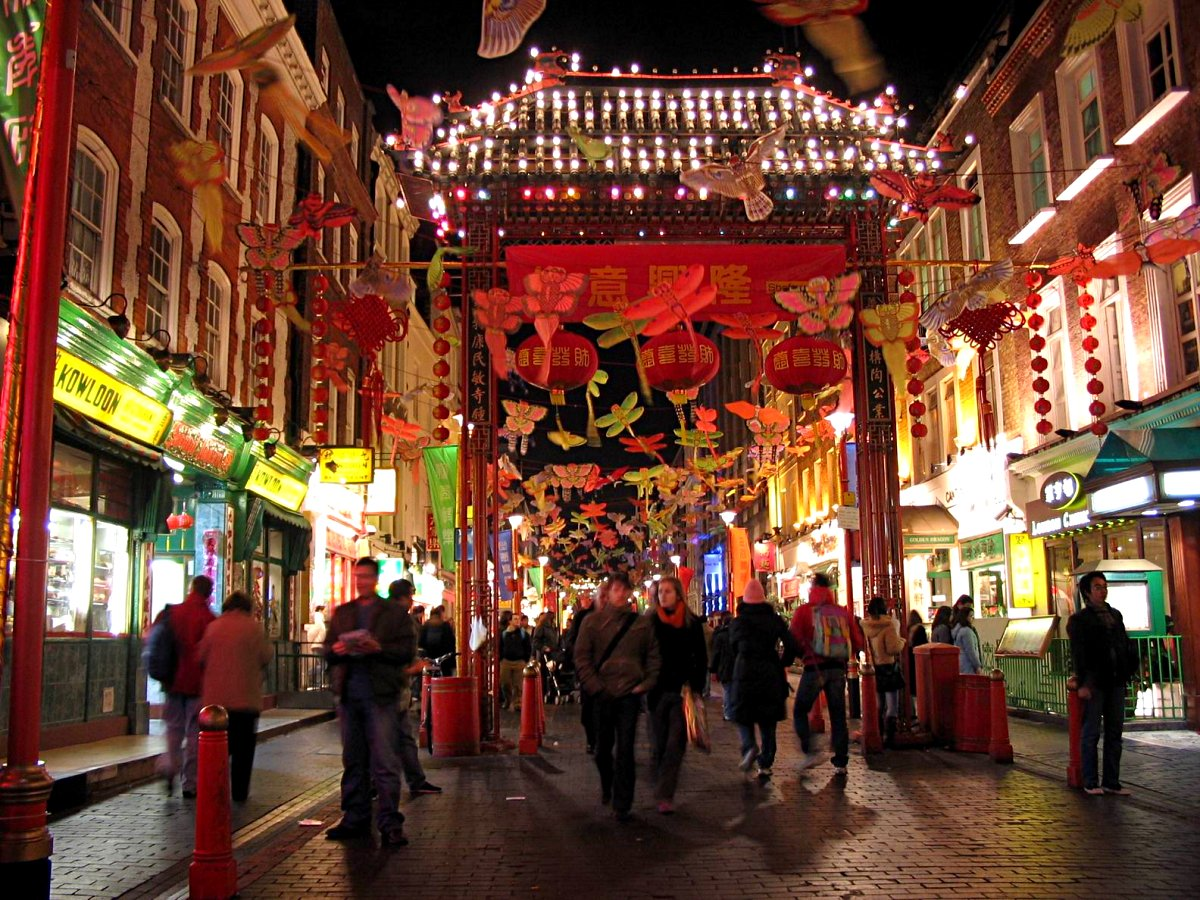
인접한 차이나 타운